# Argüébanes
Argüébanes es una localidad del municipio de Camaleño (Cantabria, España). Cuenta con una población de 43 habitantes (INE). La localidad está ubicada a 360 metros de altitud sobre el nivel del mar y dista 5 kilómetros de la capital municipal, Camaleño. 
Celebra la festividad de San Adriano y la Virgen de la Luz el 8 de septiembre.

## Patrimonio
En una casona se conserva el escudo de Bulnes, localidad austuriana. La iglesia parroquial de San Adrián conserva vestigios del siglo XVI.

## Naturaleza
El pueblo está en terreno montuoso, a lo largo del valle que forma el arroyo Setedea o Mancorbo, que nace en la Sierra Mojones (estribación del Macizo de Ándara). Cerca de Argüébanes hay un encinar de considerable tamaño.